# Consiglio comunale (ordinamento italiano)
Il consiglio comunale, in Italia, è l'assemblea pubblica, rappresentativa di ogni comune, ente locale previsto dall'art. 114 della Costituzione della Repubblica Italiana.
Secondo la legge costituzionale 23 settembre 1993, nº 2, tale normativa si applica nelle regioni a statuto speciale solo nella misura in cui esse lo desiderino. È regolato dal decreto legislativo nº 267/2000, "Testo unico delle leggi sull'ordinamento degli enti locali".

## Denominazione nelle lingue minoritarie d'Italia
Nelle regioni italiane a statuto speciale che beneficiano di un regime di bilinguismo, la denominazione Consiglio comunale è stata resa come:
- nella regione autonoma Friuli-Venezia Giulia
  - nei comuni facenti parte delle ex province di Trieste, Udine e Gorizia il cui statuto prevede il bilinguismo italiano/sloveno: Občinski svet[2];
  - nei comuni facenti parte delle ex province di Udine, Pordenone e Gorizia il cui statuto prevede il bilinguismo italiano/friulano: Consei comunâl[3];
- nella provincia autonoma di Bolzano, bilingue italiano/tedesco: Gemeinderat[4];
- in Valle d'Aosta, bilingue italiano/francese, Conseil communal[5].

## Descrizione

### Organizzazione
- Presidente del Consiglio Comunale, tradizionalmente individuato come seconda carica istituzionale del Comune dopo il Sindaco, ha autonomi poteri di direzione dei lavori e delle attività del Consiglio, nonché di convocazione del medesimo. È eletto alla prima seduta del Consiglio.
- Commissioni consiliari, hanno funzioni consultive, o di controllo, di indagine o conoscitive.
- Gruppi Consiliari, composti da consiglieri di uno stesso orientamento politico.
- Conferenza dei capigruppo, costituita dai rappresentanti dei vari gruppi consiliari, è presieduta dal Presidente del Consiglio. Ha lo scopo di coordinare e programmare i lavori del Consiglio.

### Funzioni
Il Consiglio comunale è l'organo di indirizzo e di controllo politico-amministrativo del comune.
Le materie di competenza del Consiglio sono definite dalla legge. Tra le principali vi sonoː lo statuto dell'ente, il bilancio, il conto consuntivo, il piano urbanistico comunale, il piano delle opere pubbliche e le convenzioni tra gli enti locali.
Al Consiglio comunale, il Sindaco, sentita la Giunta, presenta il "Documento programmatico di legislatura" che ha sostituito il ben più generico documento contenente gli indirizzi generali di governo. L'art. 46 comma 3 che ha modificato l'art. 16 della legge n. 81/1993. In questa fase il Consiglio prende atto del programma che intende realizzare il Sindaco. Con l'introduzione di questa norma contenuta nel testo unico D.Lgs. nº 267/2000, il legislatore non chiama più il Consiglio ad approvare il programma sindacale.
I consigli dei comuni con più di 15 000 abitanti sono presieduti da un presidente eletto tra i consiglieri alla prima seduta. Nei comuni con meno di 15 000 abitanti il consiglio comunale è presieduto dal Sindaco, salvo diversa previsione dello Statuto che può istituire comunque la figura del Presidente.
Le sedute possono essere ordinarie, cioè quelle nelle quali sono iscritte le proposte di deliberazioni relative all'approvazione delle linee programmatiche di governo, del bilancio di previsione annuale e pluriennale e del rendiconto di gestione. Le altre sono considerate straordinarie. Possono essere pubbliche, oppure segrete, cioè senza pubblico, quando gli argomenti trattati possono ledere la riservatezza delle persone. Il voto dei consiglieri comunali di regola è palese. È segreto nel caso in cui coinvolga persone.

### Modalità di elezione
Il Consiglio comunale è composto dal Sindaco e da un numero variabile di consiglieri, in funzione del numero di abitanti del Comune. A seguito delle modifiche legislative avvenute nel corso degli anni dal 2010 al 2014, i Consigli comunali delle regioni a statuto ordinario risultano composti dal Sindaco e dal seguente numero di consiglieri comunali:
- 48[8] nei comuni con popolazione pari o superiore ai 1.000.000 abitanti (Roma e Milano);
- 40[9] nei comuni con popolazione pari o superiore ai 500.000 abitanti;
- 36[10] nei comuni con popolazione pari o superiore ai 250.000 abitanti;
- 32[11] nei comuni con popolazione pari o superiore ai 100.000 abitanti o che siano capoluoghi di provincia[12];
- 24[13] nei comuni con popolazione pari o superiore ai 30.000 abitanti;
- 16[14] nei comuni con popolazione pari o superiore ai 10.000 abitanti;
- 12[15] nei comuni con popolazione pari o superiore ai 3.000 abitanti[16];
- 10[17] nei comuni con popolazione inferiore ai 3.000 abitanti;

Fra le regioni a statuto speciale, la Regione Autonoma Trentino-Alto Adige ha parimenti ridotto di circa il 20% il numero dei consiglieri con la L.R. 5 febbraio 2013 n. 1.
La durata del mandato è di cinque anni. Le modalità di elezione differiscono secondo la popolazione del Comune. Nei Comuni con popolazione inferiore ai 15 000 abitanti è eletto sindaco il candidato alla carica che ottiene il maggior numero di voti, e alla sua lista sono assegnati i 2/3 dei seggi. I seggi attribuiti alle liste battute sono assegnati proporzionalmente con il metodo D'Hondt o della media più alta.
Nei Comuni più grandi è previsto il ballottaggio tra i due candidati più votati qualora nessun candidato abbia raggiunto al primo turno la maggioranza assoluta dei voti validi. È ammesso un ulteriore collegamento tra liste e candidati tra il primo e il secondo turno, il cosiddetto apparentamento. Alla lista o al gruppo di liste collegate al candidato sindaco eletto sono attribuiti almeno il 60% dei seggi assegnati al Comune (salvo rare eccezioni). Ai gruppi di liste collegati a candidati perdenti è attribuito il residuo 40% dei seggi, purché detti gruppi abbiano superato uno sbarramento del 3%. I seggi sono sempre assegnati proporzionalmente con il metodo D'Hondt. Per le elezioni comunali è ammessa la possibilità del voto disgiunto nei comuni con più di 15 000 abitanti.
Per gravi motivi il Consiglio può essere sciolto con decreto del presidente della Repubblica su proposta del Ministero dell'interno prima della scadenza naturale del mandato. In tal caso anche il sindaco e la giunta comunale decadono e sono sostituiti da un commissario.
Lo stesso articolo di legge sancisce comunque, che in alcuni casi, la giunta e il consiglio comunale rimangano in carica fino all'elezione del nuovo consiglio e del nuovo sindaco e le funzioni del sindaco siano svolte dal vice sindaco.

### Durata, decadenza e scioglimento del consiglio comunale
Il consiglio comunale rimane in carica per cinque anni a decorrere dalla data dell'elezione (art. 51, comma 1, Tuel); la decadenza si ha in due casi:
1. variazione di almeno un quarto della popolazione (fusioni di comuni, incorporazione di altro comune, distacco di una frazione) perché il consiglio non può più considerarsi rappresentativo della comunità che lo ha eletto;
2. dimissioni della metà più uno dei consiglieri (art. 141 comma 1 lett. b n.3 TUEL), dimissioni che devono essere contestuali[22] altrimenti opera la surroga.

Lo scioglimento infine opera per le seguenti cause:
- quando il consiglio compie atti contrari alla costituzione
- quando il consiglio commette gravi e persistenti violazioni di legge;
- nel caso di gravi motivi di ordine pubblico;
- per dimissioni del sindaco o approvazione della mozione di sfiducia da parte del consiglio nei confronti del sindaco;
- per decadenza del sindaco a seguito di incompatibilità sopravvenuta, dichiarata dal Consiglio Comunale a completamento del relativo iter (art. 69 TUEL), viene dichiarato lo scioglimento del Consiglio Comunale, ma resta in carica fino al primo turno elettorale utile, fino alle elezioni le funzioni del sindaco vengono svolte dal Vice Sindaco (art. 53 Tuel);
- mancata approvazione del bilancio entro i termini.

#### Scioglimento per infiltrazioni mafiose
Il consiglio comunale può essere sciolto anche per infiltrazioni della criminalità organizzata ed il comune venir commissariato.
A seguito delle dovute idagini, se emergano indizi di presenza mafiosa, il prefetto procede a nominare una commissione. Questa commissione svolge attività d'indagine per tre mesi, prorogabili per altri tre; poi rassegna le proprie conclusioni e le invia al prefetto che, a sua volta, ha 45 giorni di tempo per consultarsi comitato provinciale per l'ordine e la sicurezza pubblica e con il procuratore della repubblica competente per territorio, e poi inviare una relazione al ministro dell'interno. A questo punto, lo scioglimento del consiglio comunale viene disposto con decreto del presidente della repubblica su proposta del ministro dell'interno, previa deliberazione del consiglio dei ministri, entro tre mesi dalla trasmissione della relazione del prefetto. 
La legge contro le infiltrazioni mafiose negli enti locali fu introdotta con decreto legge 31 maggio 1991 n. 164, poi convertito con legge n.221 del 22 luglio 1991, che aggiunse l'art. 15 bis alla legge n. 55 del 1990.

### Roma Capitale
Nella città di Roma, nell’ambito delle prerogative dello status speciale di Roma Capitale, il consiglio comunale prende il nome di Assemblea capitolina.

## Regioni a statuto speciale

### Valle d'Aosta
In Valle d'Aosta il consiglio comunale si elegge sulla base della legge regionale nº4 del 9 febbraio 1995 e successive modificazioni. La normativa regionale eleva a tre i voti di preferenza esprimibili per la lista votata e per il capoluogo, che nei fatti è l'unico comune maggiore della regione, abolisce il voto disgiunto ed alza ai due terzi dei seggi il premio di maggioranza, oltre che escludere ulteriori apparentamenti al secondo turno e conteggiare anche i voti espressi ai soli candidati sindaci ai fini della distribuzione dei seggi fra le liste di minoranza. Il mandato è quinquennale e le finestre elettorali sono due.
Il numero dei consiglieri comunali è liberamente dettato dalla normativa regionale e, caso unico in Italia, comprende anche il vicesindaco in virtù della sua elezione diretta:
- 30 consiglieri nel capoluogo;
  - ridotti a 28 dalle elezioni successive al 2015;
- 18 consiglieri nei comuni sopra i 3 000 abitanti;
  - scesi a 16 sotto la soglia a 5 000 abitanti dalle elezioni del 2015;
- 14 consiglieri nei comuni sopra i 300 abitanti;
  - soglia elevata a 1 000 abitanti dalle elezioni del 2015;
- 12 consiglieri nei piccolissimi comuni;
  - ridotti a 11 sindaco incluso dalle elezioni del 2015.

La legge regionale 19 gennaio 2015 nº1 ha, caso unico in Italia, soppresso l’elezione diretta del sindaco nei piccoli comuni fino a 1 000 abitanti, riaffidando la scelta al consiglio comunale.

### Trentino-Alto Adige
In Trentino-Alto Adige il consiglio comunale si elegge sulla base del decreto del Presidente della Regione nº1/L del 1º febbraio 2005, che stabilisce regole differenti per il Trentino e l'Alto Adige. Gli elementi comuni a tutta la regione, e che differiscono dalla normativa nazionale, sono l'eliminazione del voto disgiunto nei comuni maggiori, la possibilità di apparentamento al secondo turno abilitata alle intere coalizioni e non alle singole liste, e la regola che stabilisce il rinnovo di tutti i consigli durante la tornata elettorale generale. Con la L.R. 5 febbraio 2013 n. 1 la Regione Autonoma Trentino-Alto Adige ha ridotto di circa il 20%, analogamente a quanto disposto a livello nazionale, il numero di consiglieri comunali:
- 40 consiglieri nei due capoluoghi;
  - in origine 50 prima del 2013;
- 32 consiglieri nei comuni oltre i 30 000 abitanti;
  - in origine 40 prima del 2013;
- 22 consiglieri nei comuni sopra i 10 000 abitanti;
  - in origine 30 prima del 2013;
- 18 consiglieri nei comuni sopra i 3 000 abitanti;
  - in origine 20 prima del 2013;
- 15 consiglieri nei comuni sopra i 1.000 abitanti;
- 12 consiglieri nei comuni fino a 1.000 abitanti;
  - in origine 15 prima del 2013.

Per quanto riguarda la Provincia di Trento, l'elemento di maggior differenza rispetto alle leggi nazionali è il drastico abbassamento da 15 000 a 3 000 abitanti del limite di popolazione che divide i comuni maggiori da quelli minori. A parte l'eliminazione del voto disgiunto nei comuni maggiori e l'attribuzione di due voti di preferenza in tutti i comuni, la normativa non si discosta significativamente da quella nazionale, se non per una particolare clausola di salvaguardia delle minoranze cui devono obbligatoriamente essere assegnati almeno il 30% dei seggi.
Per quanto riguarda la Provincia autonoma di Bolzano, il sistema elettorale è invece radicalmente diverso, essendo rimasta in vigore la proporzionale con il metodo Hare dei divisori e dei più alti resti: ciò per non alterare i rapporti di forza fra i vari gruppi linguistici, così come deliberato dalla Corte costituzionale. Nei comuni inferiori non vi è collegamento fra sindaco e consiglio comunale che vengono eletti, caso unico in Italia, su due schede distinte. Anche nei comuni maggiori, tuttavia, il collegamento è puramente politico. Si segnala inoltre l'attribuzione di ben quattro voti di preferenza per ogni elettore.

### Friuli-Venezia Giulia
In Friuli-Venezia Giulia il consiglio comunale si elegge sulla base della legge regionale nº 14 del 9 marzo 1995, successivamente modificata in alcuni passaggi. Non si segnalano particolari differenze per quanto riguarda le elezioni nei comuni maggiori, mentre la più significativa divergenza riguarda i comuni sotto i 15 000 abitanti, nei quali è qui possibile il collegamento di un candidato sindaco ad una pluralità di liste. Nei comuni sopra i 5 000 abitanti il premio di maggioranza è limitato al 60% dei seggi.
In virtù del congelamento della legislazione statale degli anni novanta operato in questa regione da vari commi normativi nazionali e regionali, le disposizioni del 2011 e 2012 di riduzione dei componenti dei consigli comunali non hanno trovato applicazione. I membri delle assisi locali rimangono quindi quelli stabiliti nel 1993:
- 40 consiglieri nei capoluoghi;
- 24 consiglieri nei comuni sopra i 15 000 abitanti
- 20 consiglieri nei comuni sopra i 10 000 abitanti;
- 16 consiglieri nei comuni sopra i 3 000 abitanti;
- 12 consiglieri nei piccolissimi comuni.

### Sardegna
La Sardegna è l'unica regione a statuto speciale a non aver esercitato appieno i suoi poteri costituzionali, e quindi il consiglio comunale si elegge secondo le normali disposizioni del Testo Unico e sotto la supervisione del Ministero dell'Interno. Il legislatore regionale ha tuttavia disapplicato per l'anno 2011 le innovazioni nazionali in tema di riduzione degli amministratori locali, mentre dal 2012 è prevista una specifica diminuzione del numero dei consiglieri, più limitata di quanto deciso a livello centrale. I consigli neoeletti, sottoposti ad una nuova e particolare suddivisione in base agli abitanti, sono stati quindi composti da:
- 34 consiglieri nei comuni oltre i 100 000 abitanti;
- 28 consiglieri nei comuni oltre i 50 000 abitanti;
- 24 consiglieri nei comuni oltre i 25 000 abitanti;
- 20 consiglieri nei comuni oltre i 15 000 abitanti;
- 16 consiglieri nei comuni sopra i 5 000 abitanti;
- 12 consiglieri nei comuni sopra i 1 000 abitanti;
- 8 consiglieri nei piccolissimi comuni.

### Sicilia
La Sicilia, nell'introdurre, prima che nel resto d'Italia, il sistema dell'elezione diretta del sindaco, definì nuove norme di elezione del consiglio comunale con legge regionale 26 agosto 1992, n. 7. Peraltro, a differenza di quanto sarebbe stato previsto, l'anno successivo, dalla legge elettorale nazionale, l'elettore aveva a disposizione due schede distinte, una per l'elezione del sindaco e l'altra per l'elezione del consiglio comunale.
Con legge 15 settembre 1997, n. 35, il legislatore regionale riformò la disciplina in questione rendendola, sotto molti profili, uniforme a quella nazionale; in particolare, fu prevista un'unica scheda elettorale per entrambi gli organi elettivi del comune. La normativa regionale si differenziava tuttavia da quella nazionale con riferimento al numero di abitanti in base al quale, in caso di mancato raggiungimento della maggioranza assoluta da parte di uno dei candidati alla carica di sindaco, si svolgeva il secondo turno di ballottaggio: 10 000 abitanti per i comuni siciliani, a fronte dei 15 000 previsti dalla legge nazionale. La legge 5 aprile 2011, nº 6, introdusse poi un sistema misto per i comuni con popolazione compresa tra i 10 000 e i 15 000 abitanti.
Il sistema elettorale venne ulteriormente riformato con la legge regionale 11 agosto 2016, nº 117, le cui direttrici fondamentali possono così riassumersi.
- Nei comuni con popolazione superiore i 15 000 abitanti viene eletto sindaco il candidato che ottiene il maggior numero di voti validi, a condizione che abbia conseguito almeno il 40 % dei voti validi, qualora due candidati abbiano entrambi conseguito un risultato pari o superiore al 40 % dei voti validi è proclamato eletto sindaco il candidato che abbia conseguito il maggior numero di voti validi;
- È proclamato eletto consigliere comunale il candidato alla carica di sindaco, tra quelli non eletti, che abbia ottenuto il maggior numero di voti ed almeno il venti per cento dei voti;
- Nei comuni con popolazione inferiore a 15 000 abitanti è permesso il voto disgiunto;
- Nei comuni con popolazione inferiore a 15 000 abitanti viene attribuito un premio di maggioranza pari a 2/3 dei seggi alla lista del candidato sindaco eletto, mentre il restante terzo va alla lista non collegata del candidato sindaco eletto più votata (nei comuni fino a 3 000 abitanti il restante terzo dei seggi viene attribuito alla lista del candidato sindaco non eletto più votato) ;
- La soglia di sbarramento è fissata al 5%.

Il numero dei membri del consiglio comunale è composto da:
- 50 consiglieri nei comuni con popolazione superiore a 500 000 abitanti,
  - ridotti a 40 nelle amministrazioni rinnovate dal 2016;
- 45 consiglieri nei comuni con popolazione superiore a 250 000 abitanti,
  - ridotti a 36 nelle amministrazioni rinnovate dal 2016;
- 40 consiglieri nei comuni con popolazione superiore a 100 000 abitanti,
  - ridotti a 32 nelle amministrazioni rinnovate dal 2016;
- 30 consiglieri nei comuni con popolazione superiore a 30 000 abitanti o che, pur avendo popolazione inferiore, siano capoluoghi di provincia,
  - ridotti a 24 nelle amministrazioni rinnovate dal 2016;
- 20 consiglieri nei comuni con popolazione superiore a 10 000 abitanti,
  - ridotti a 16 nelle amministrazioni rinnovate dal 2016;
- 15 consiglieri nei comuni con popolazione superiore a 3 000 abitanti,
  - ridotti a 12 nelle amministrazioni rinnovate dal 2016;
- 12 consiglieri negli altri comuni,
  - ridotti a 10 nelle amministrazioni rinnovate dal 2016.